# Rashid Nakhle
Rashid Nakhle (tiếng Ả Rập: رشيد نخلة; sinh 1873 — mất 1939 tại Beirut) là một nhà thơ người Liban. Ông nổi tiếng là người sáng tác lời của bài hát "Kulluna lil-watan", sau này trở thành quốc ca Liban năm 1927. Ông có một người con là Amine Nakhle.